# Kronsforder Allee
Die Kronsforder Allee ist eine Straße in Lübeck.

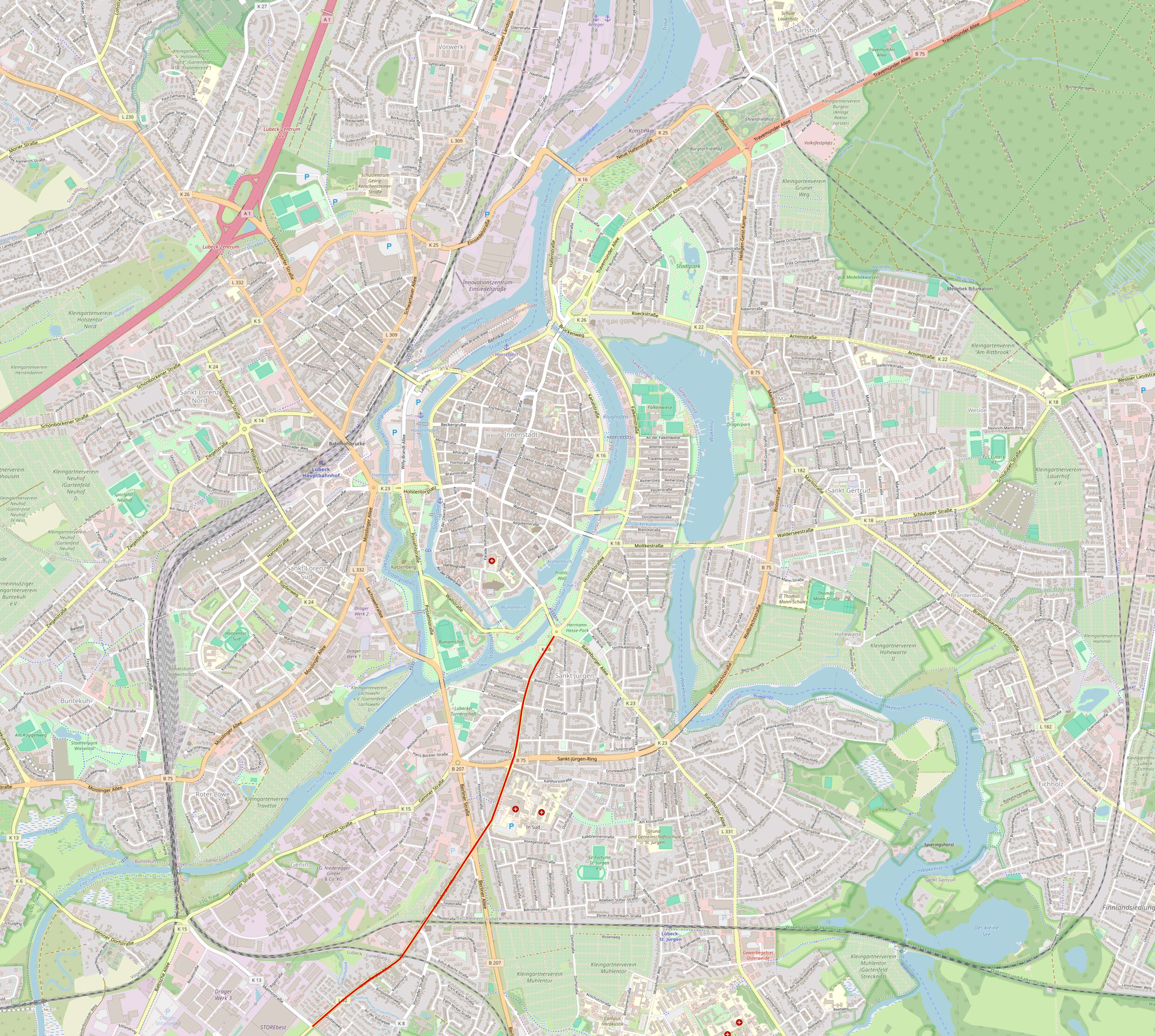
Der Verlauf der Kronsforder Allee (rot markiert)

## Lage und Verlauf
Die etwa 2,87 Kilometer lange Kronsforder Allee befindet sich im Stadtteil St. Jürgen. Sie beginnt am Mühlentorplatz unmittelbar vor der Südspitze der Altstadt und verläuft in südwestlicher Richtung. Nachdem sie den St.-Jürgen-Ring (Bundesstraße 75) und die Berliner Straße/Berliner Allee (Bundesstraße 207) gekreuzt hat, überquert sie die Bahnstrecke Lübeck–Bad Kleinen und verläuft kurz darauf unter der Bahnstrecke Lübeck–Lüneburg hindurch. Bei der Einmündung der Malmöstraße endet die Kronsforder Allee schließlich und geht in die Kronsforder Landstraße über.

## Geschichte
Die Kronsforder Allee ist der Anfang der über Kronsforde, Krummesse, Sandesneben und Trittau nach Hamburg führenden alten Landstraße, die sich bereits vor der Mitte des 12. Jahrhunderts herausgebildet hatte, ihre Bedeutung als überregionaler Verkehrsweg bis zur Anlage der Hamburg-Lübecker Chaussee im 19. Jahrhundert behielt und 1832 noch zur Chaussee ausgebaut wurde. Im Jahre 1487 wird die Straße mit dem Namen Steindamm bezeichnet, was darauf schließen lässt, dass sie im stadtnahen Bereich eine Pflasterung aufwies. Ihr heutiger Name wurde im Jahre 1869 amtlich festgelegt.
Der nördliche Bereich zwischen Mühlentorplatz und St.-Jürgen-Ring wird insbesondere von Villen und gehobenen Mietshäusern des späten 19. und frühen 20. Jahrhunderts geprägt, während sich weiter nach Süden eine uneinheitliche, zunehmend lockere Mischbebauung entwickelt, die primär über das 20. Jahrhundert hinweg entstanden ist. Herausragende Bauten sind das Verwaltungszentrum Mühlentor, der 1893–96 errichtete und 1951–52 erweiterte ehemalige Sitz der Landesversicherungsanstalt (Nr. 2–6); die Anlagen der Sana Kliniken, zuvor das 1885–87 errichtete städtische Krankenhaus Süd (Nr. 71–73); und die noch bis 1959 von der Deutschen Bundesbahn genutzte frühere Hauptwerkstatt der Lübeck-Büchener Eisenbahn, die heute als Gewerbebau dient (Nr. 68–72).

## Bauwerke
- Kronsforder Allee 1a – Villa des 19. Jahrhunderts; unter Denkmalschutz, Objekt-Nr. 1677
- Kronsforder Allee 2–6 – 1893–96 errichtetes Versicherungsgebäude, 1951 erweitert; unter Denkmalschutz, Objekt-Nr. 1252
- Kronsforder Allee 5a – 1883 errichtete Villa; unter Denkmalschutz, Objekt-Nr. 1508
- Kronsforder Allee 11/13 – zwei 1889 errichtete Villen, 1987 zur gemeinsamen Nutzung als Hotel miteinander verbunden; unter Denkmalschutz, Objekt-Nr. 1533
- Kronsforder Allee 17 – Wohnhaus; unter Denkmalschutz, Objekt-Nr. 1676
- Kronsforder Allee 25 – Kolosseum, Musikhalle der Gemeinnützigen

## Bilder

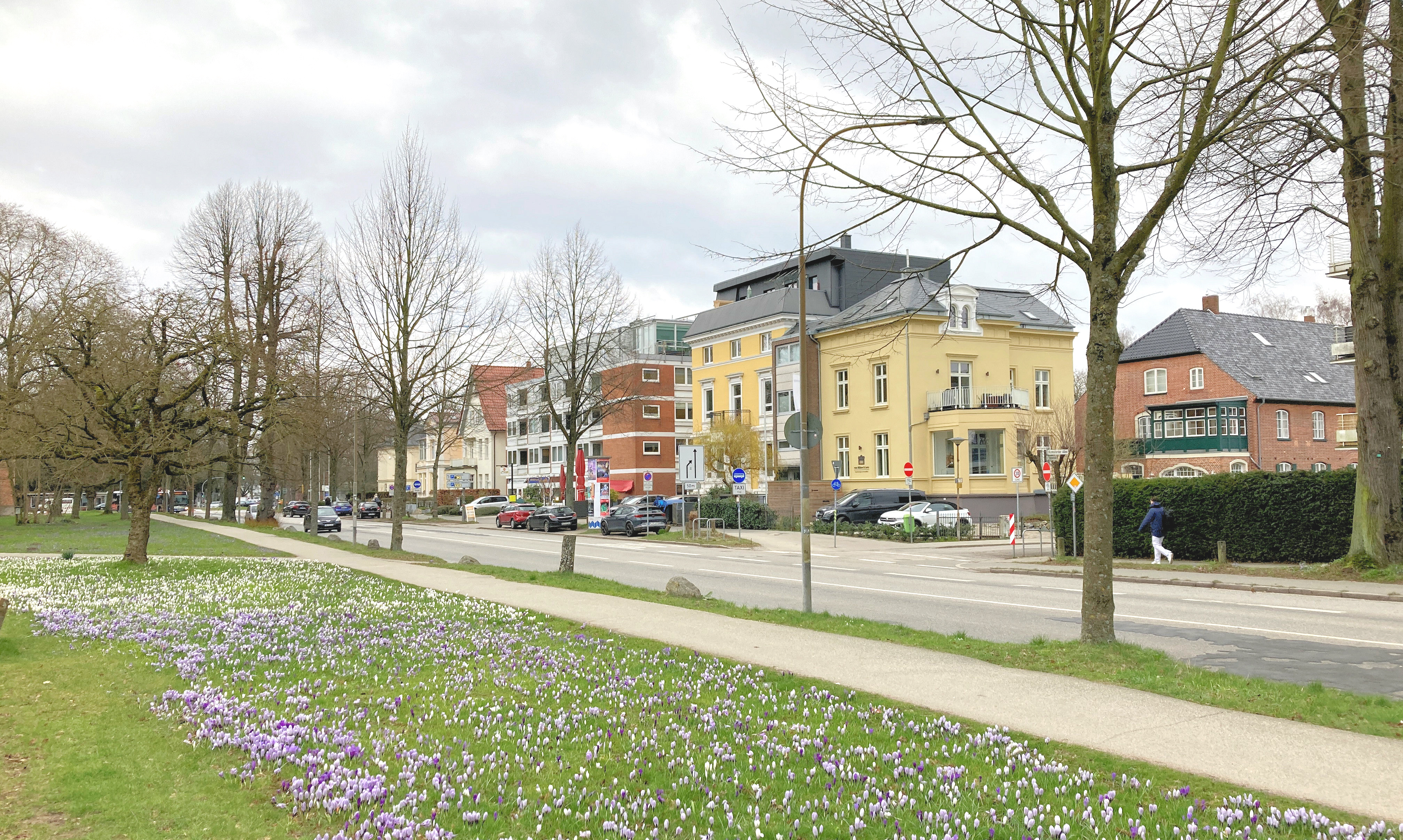
Das nördliche Ende der Kronsforder Allee
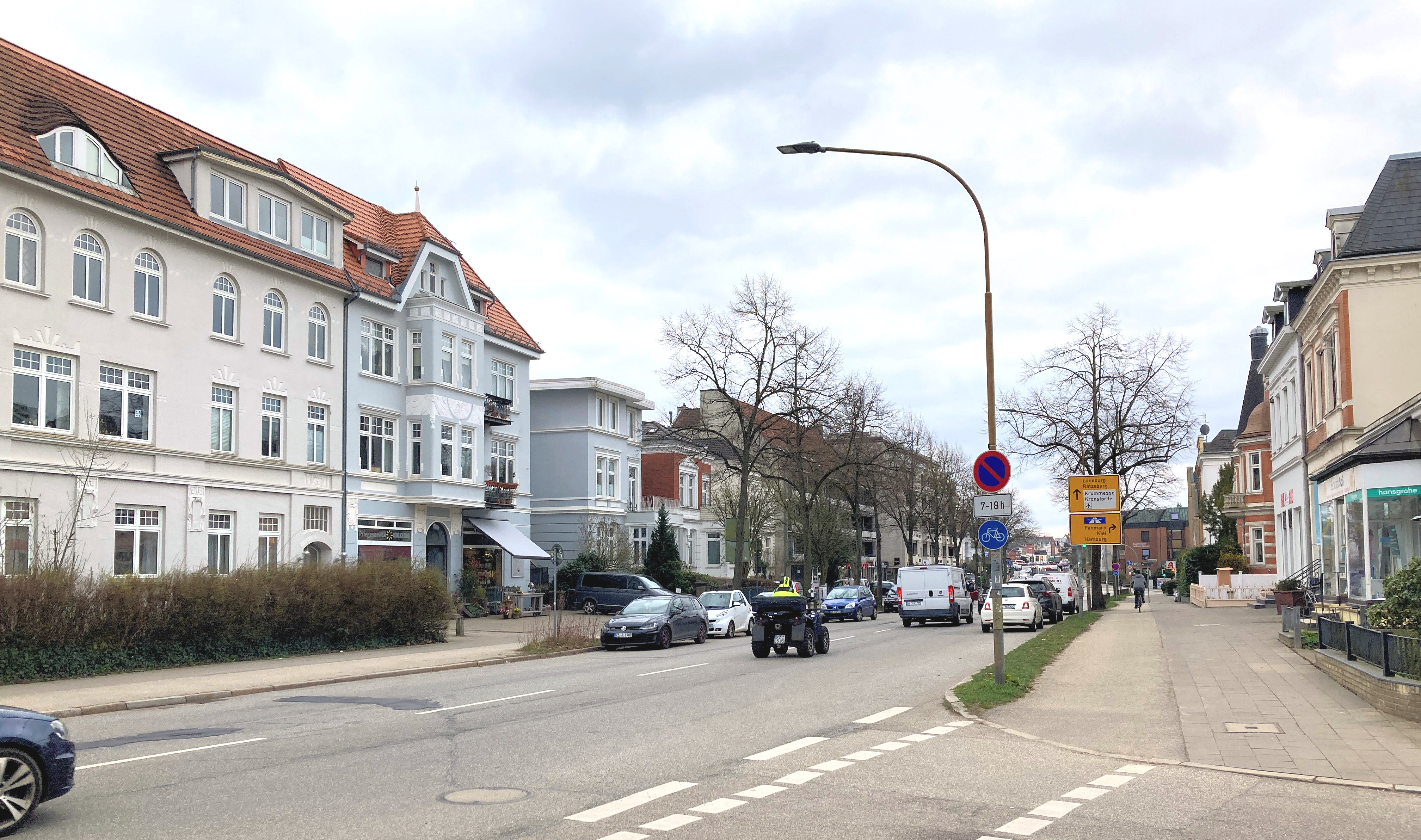
Im nördlichen Teil der Kronsforder Allee
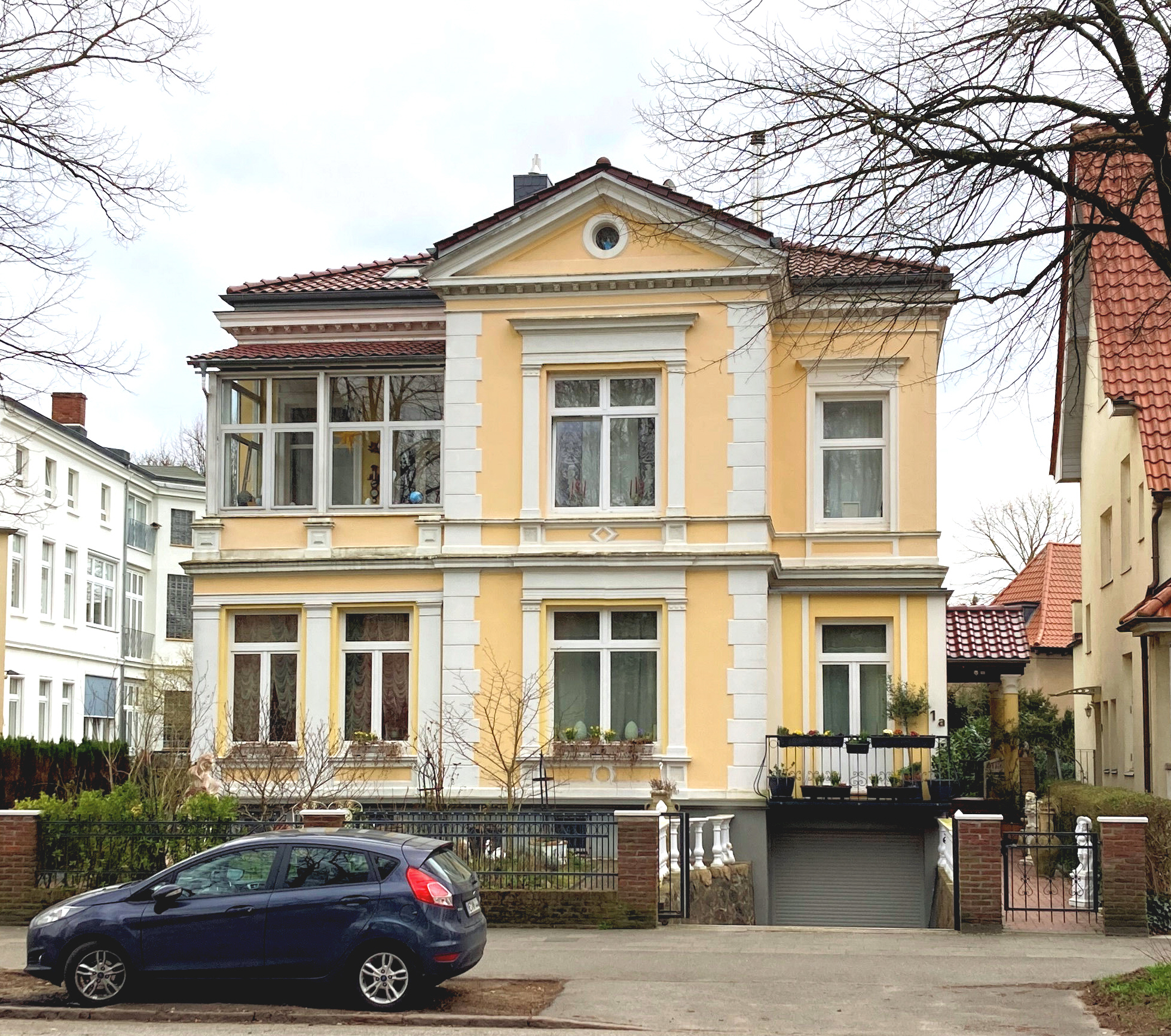
Das Haus Kronsforder Allee 1a
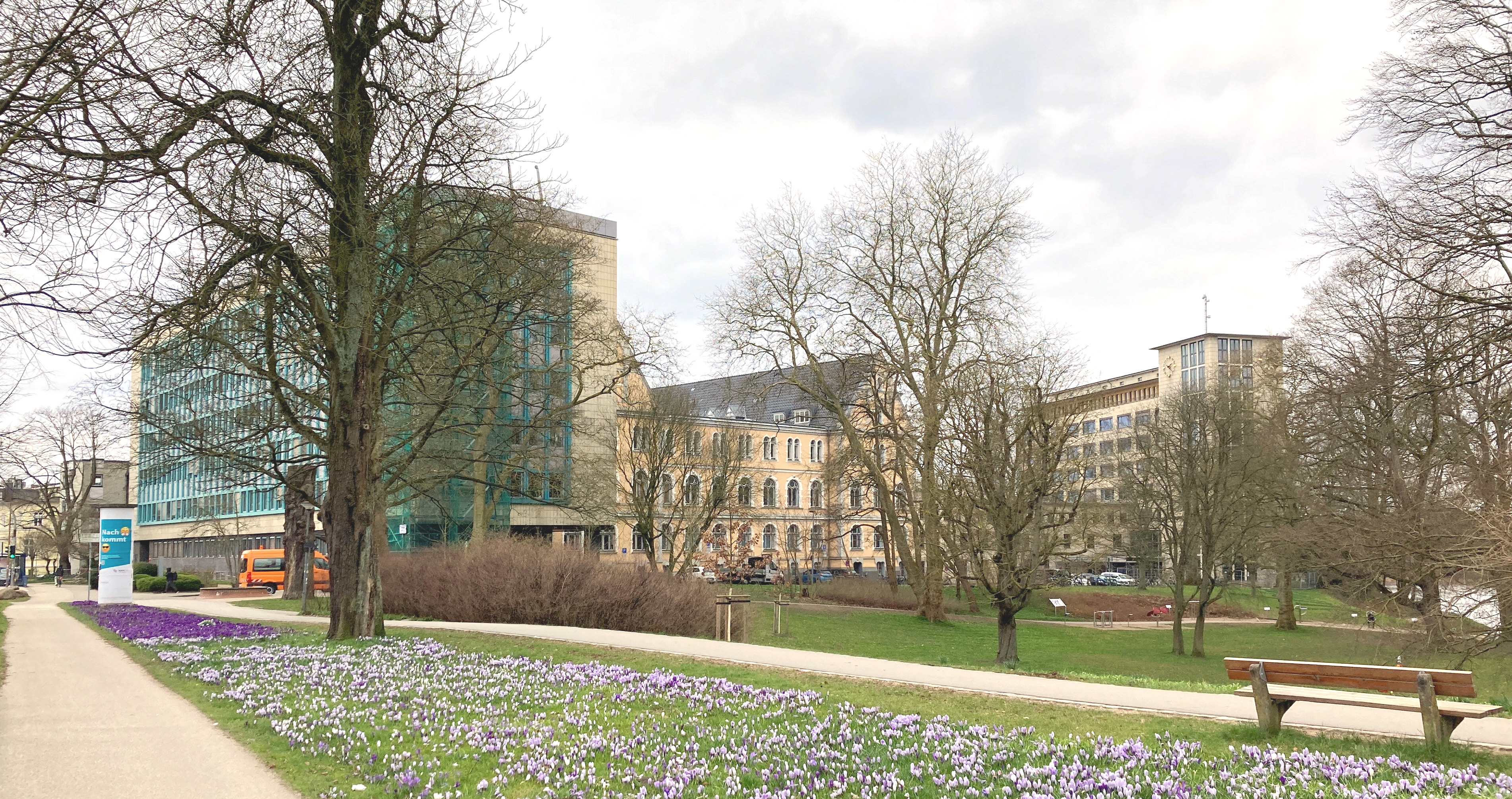
Das Verwaltungszentrum Mühlentor (Kronsforder Allee 2–6)
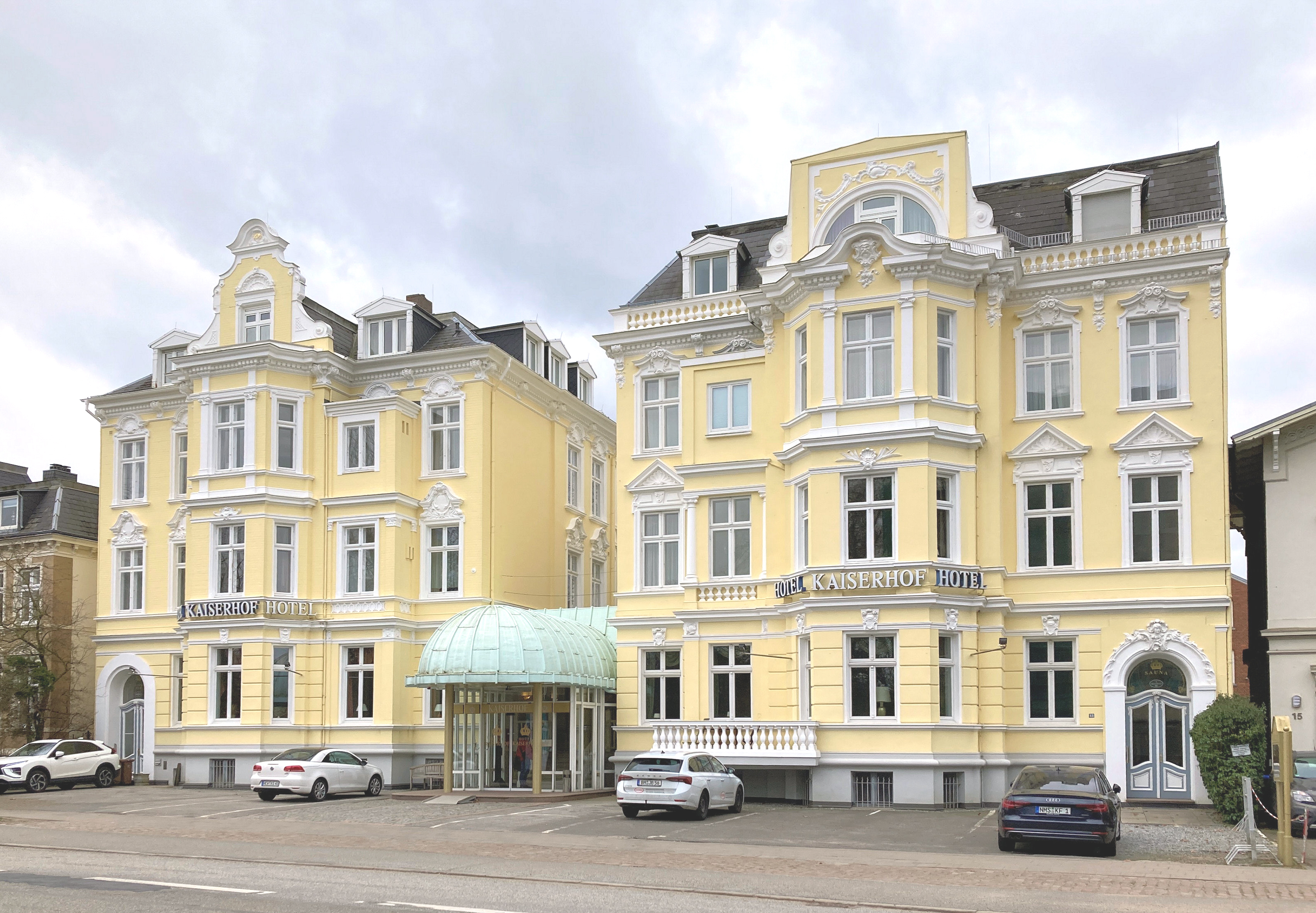
Die Häuser Kronsforder Allee 11 und 13
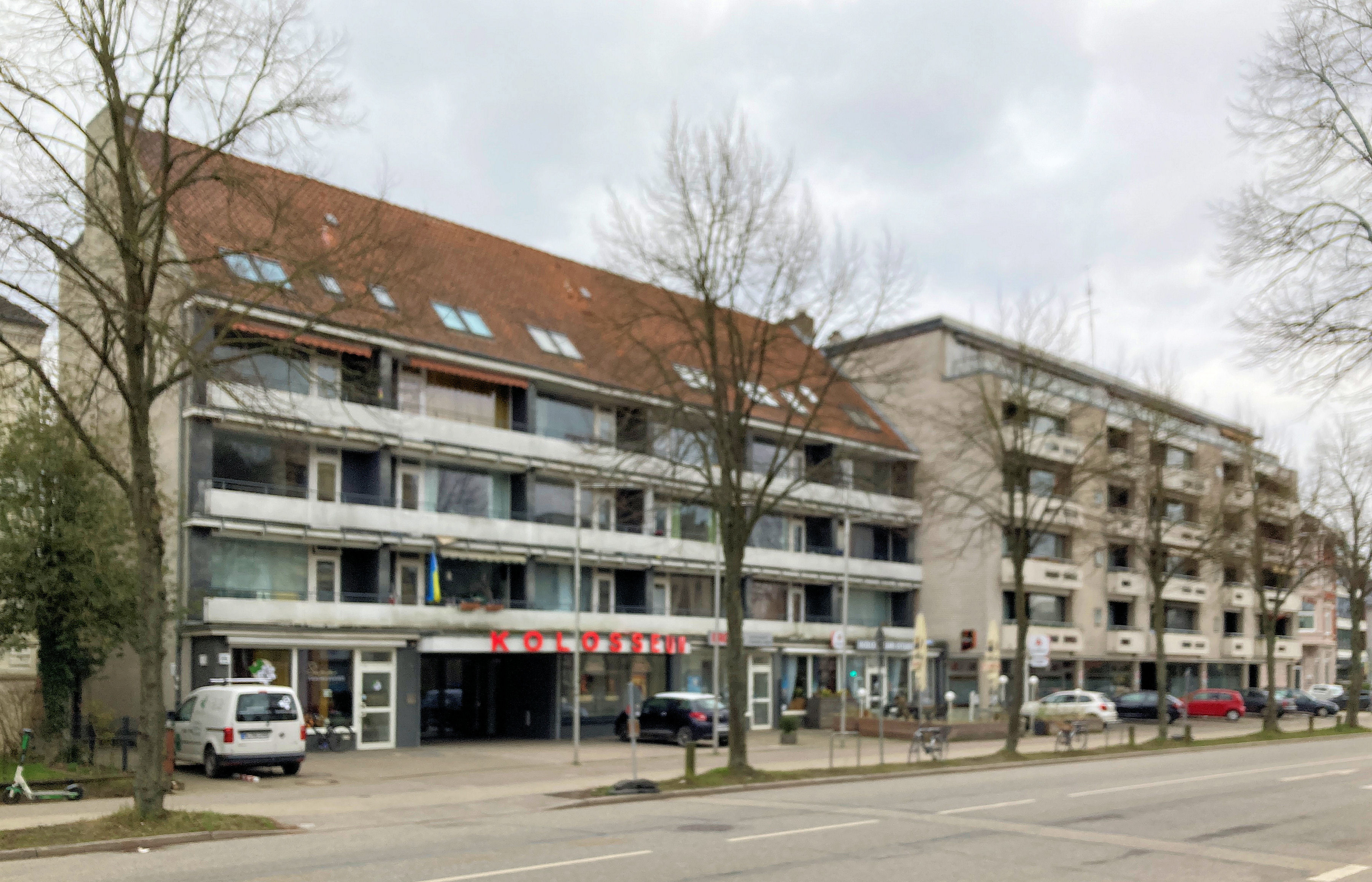
Das Kolosseum (Kronsforder Allee 25)
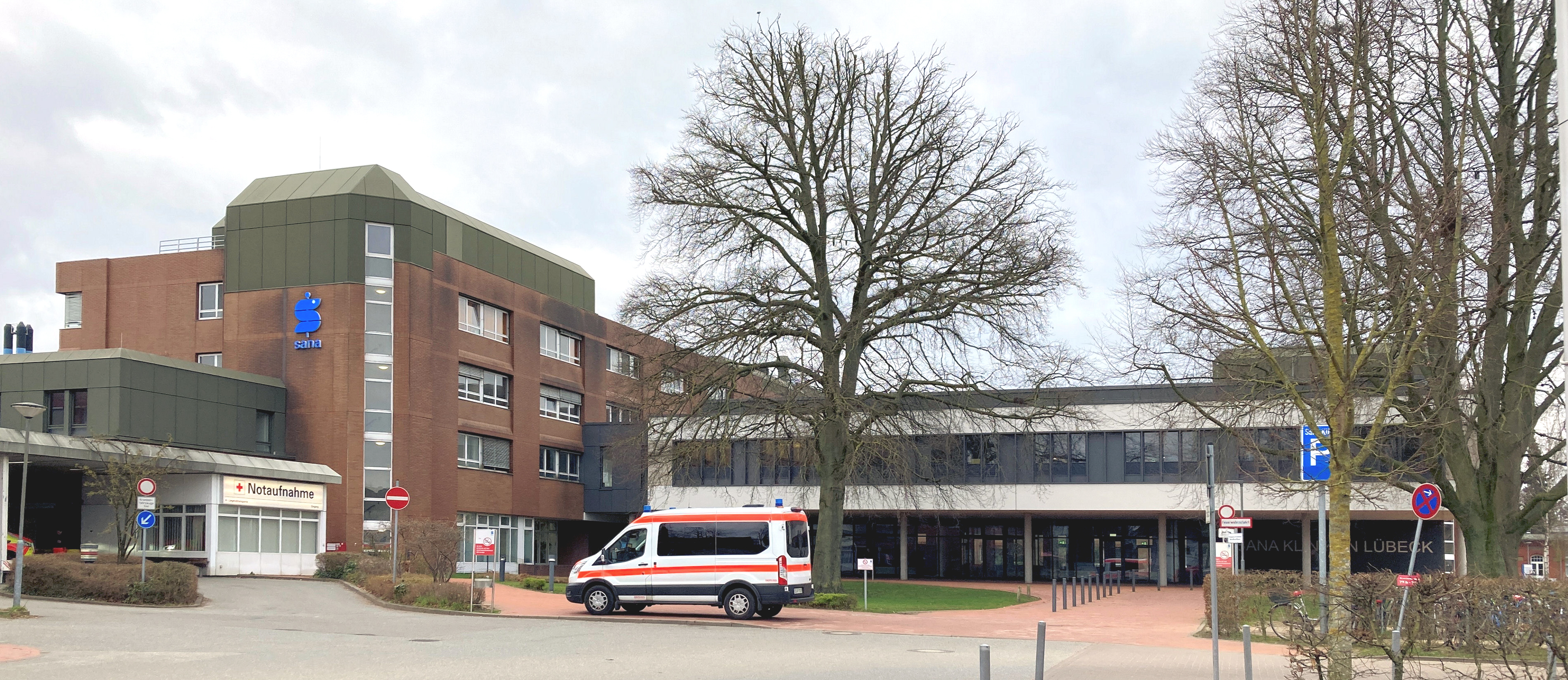
Das Hauptgebäude der Sana Kliniken Lübeck (Kronsforder Allee 71–73)
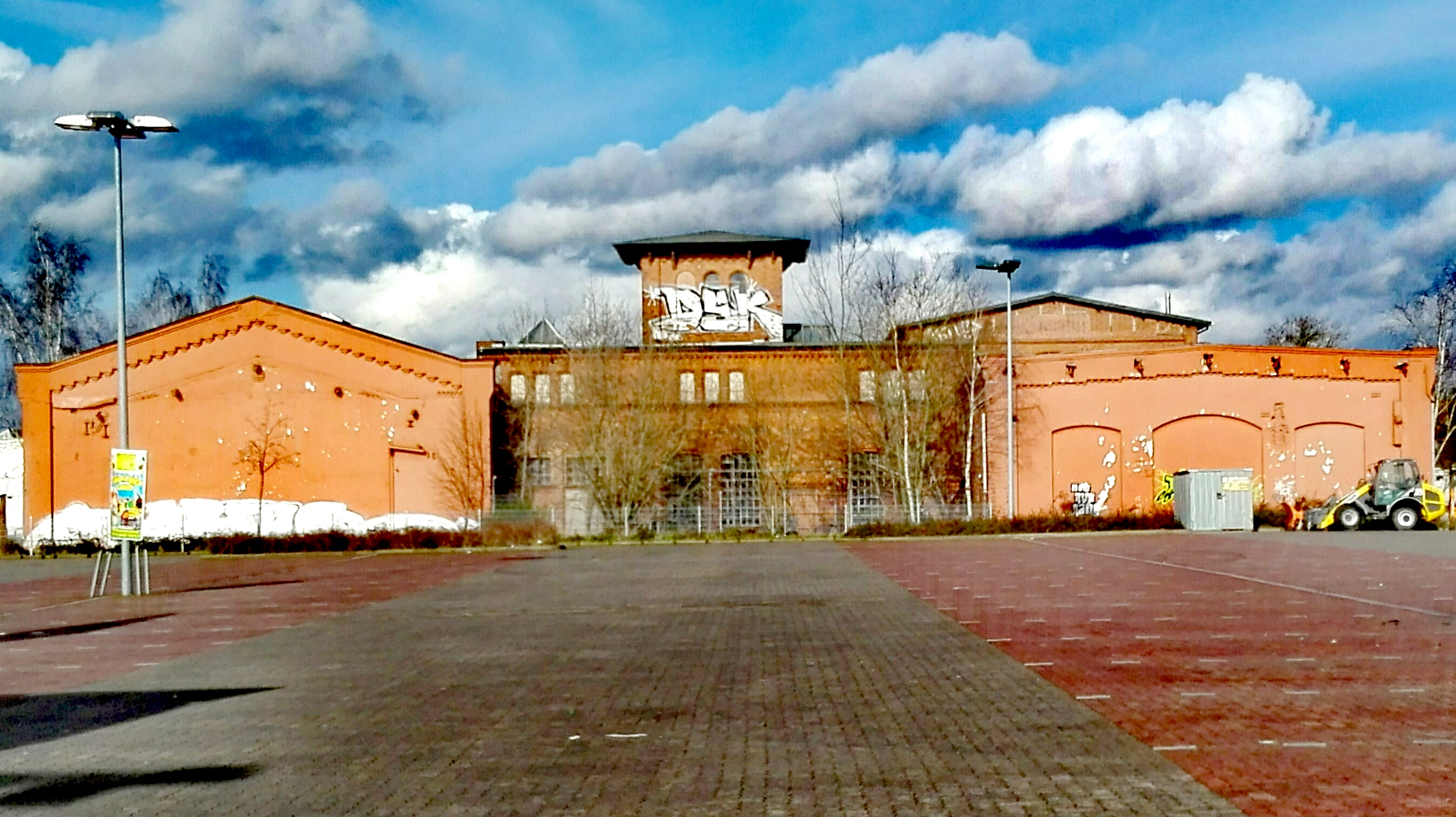
Ehemalige Hauptwerkstatt der Lübeck-Büchener Eisenbahn (Kronsforder Allee 68–72)
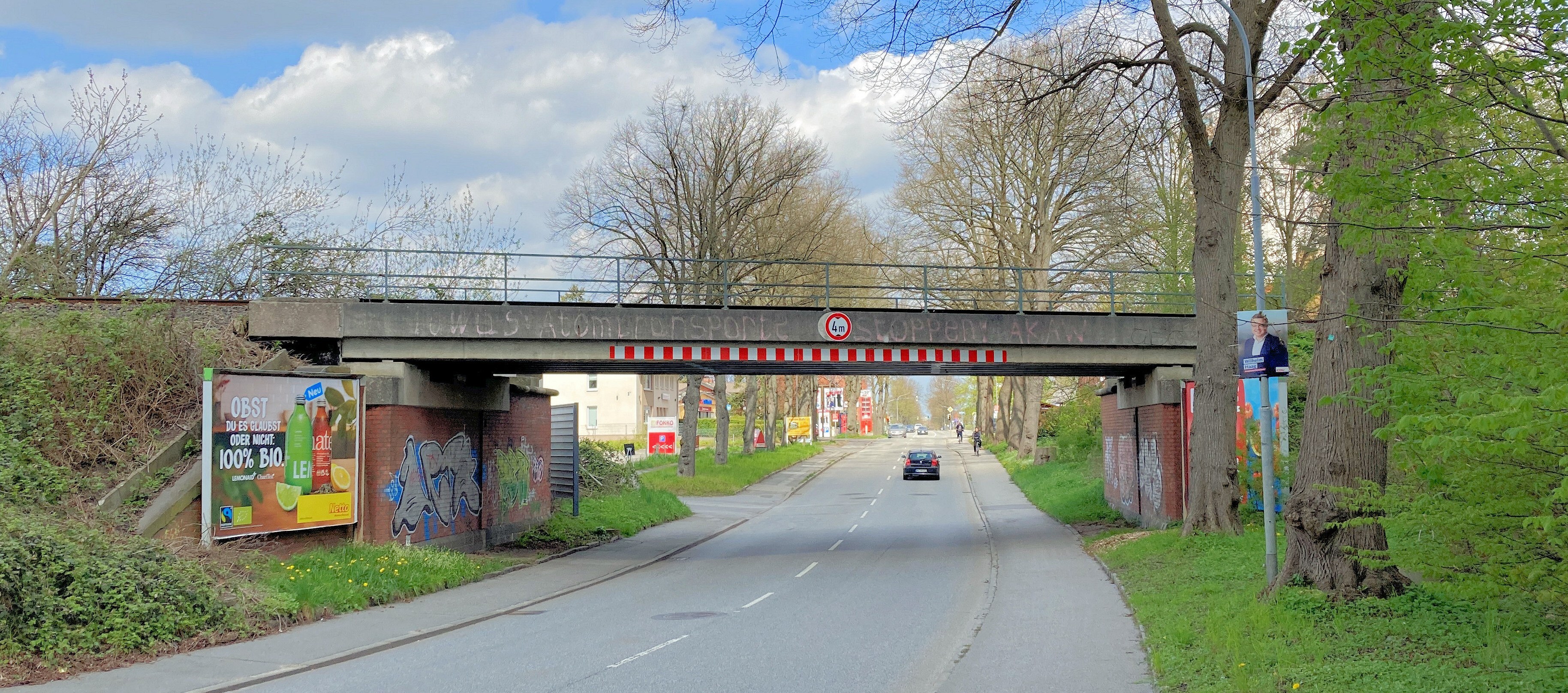
Überführung der Bahnstrecke Lübeck–Lüneburg über den südlichen Teil der Kronsforder Allee